# ننینکا
ننینکا (به لاتین: Neninka) یک منطقهٔ مسکونی در روسیه است که در سرزمین آلتای واقع شده‌است.